# Karl Bergwitz
Karl Bergwitz (* 7. November 1875 in Wolfenbüttel; † 14. November 1958 in Braunschweig) war ein deutscher Physiker und Lehrer.

## Leben
Bergwitz entstammte einer seit fünf Generationen in Wolfenbüttel ansässigen Bäckerfamilie. Im Alter von drei Jahren verlor er seinen Vater durch einen Unfall und wuchs von da an in der Obhut einer verschwägerten Kaufmannsfamilie auf. Am Wolfenbütteler Gymnasium Große Schule wurde Bergwitz Schüler von Julius Elster und Hans Geitel. Die beiden Physiker wurden für ihn zu Vorbildern.
Bergwitz studierte in Berlin und Göttingen Mathematik und Naturwissenschaften und promovierte in Rostock. Danach übernahm er in Darmstadt eine Assistentenstelle. Im Januar 1900 legte Bergwitz die Staatsprüfung für das höhere Lehramt ab und erhielt am Gandersheimer Gymnasium eine Anstellung. Im April 1904 wurde er zum Studienrat ernannt und zwei Jahre später nach Braunschweig versetzt.
1924 übernahm Bergwitz die Leitung des Braunschweiger Reformrealgymnasiums. In seiner Amtszeit erreichte die Schule eine herausragende Stellung im Schulsport, bei Braunschweiger Unternehmen erwirkte er Sach- und Geldspenden für die Verbesserung von Unterrichtsangeboten. 1943 wurde ihm auch die Leitung des Martino-Katharineum Braunschweig übertragen. Diese Doppelfunktion übte er bis zu seiner Pensionierung im Herbst 1945 aus.
Bergwitz war Mitglied der Turnerschaft Ghibellinia Göttingen und Ehrenmitglied der Alania Braunschweig. Eine Zeit lang war er Vorsitzender des Verbandes Alter Turnerschafter.

## Leistung
Unmittelbar nachdem Karl Bergwitz 1906 seine Versetzung nach Braunschweig erhalten hatte, übernahm er an der Technischen Hochschule zunächst vertretungsweise Vorlesungen. 1909 habilitierte er sich und bot als Privatdozent eigene Lehrveranstaltungen an. Die Gaselektronik, die atmosphärische Elektrizität, die Radioaktivität und die Geschichte der Physik waren die von ihm behandelten Themen. 1914 ernannte ihn das Staatsministerium zum außerordentlichen Professor. In eigenen Forschungsprojekten griff er Arbeiten von Elster und Geitel zur Fotometrie, zur atmosphärischen Elektrizität und zur Radioaktivität auf. Wie seine Vorbilder konstruierte er für seine Forschungsarbeiten eigene Geräte und Messeinrichtungen. Zwei davon ließ er patentieren.
In ein bemerkenswertes Forschungsgebiet stieß Bergwitz vor, als er die ionisierende Strahlung des Erdkörpers zu untersuchen begann. Ungeklärt war seinerzeit die Frage, ob und in welchem Maß diese noch in größeren Höhen vorhanden ist. Bergwitz nutzte 1908 eine Freiballonfahrt des Braunschweiger Luftsportvereins zur Messung der Luftionisation in Abhängigkeit von der Höhe. Das unerwartete Resultat, dass die Ionisierung mit zunehmender Höhe allmählich abnahm, dann aber wieder anstieg, führte er auf einen Defekt an der Messeinrichtung zurück. Bergwitz folgte damit dem Rat eines älteren Kollegen, der ihn davor gewarnt hatte, sich mit einer anderen Interpretation der Messergebnisse wissenschaftlich unmöglich zu machen.
Der Österreicher Viktor F. Hess, mit dem Bergwitz in Kontakt stand, griff die Sache auf und unternahm 1912 seinerseits sieben Ballonaufstiege. Ihm gelang der Nachweis, dass auf die Erde aus dem Weltall ionisierend wirkende Strahlen eintreffen. Hess erhielt für diese Leistung später den Physik-Nobelpreis. Bergwitz gilt immerhin als Mitentdecker der kosmischen Strahlen (Heß-Bergwitzsche Strahlen).

## Ehrungen
- Mitglied der Deutschen Akademie der Naturforscher Leopoldina (1916)
- Großes Bundesverdienstkreuz (5. November 1955)[5]

## Veröffentlichungen (Auswahl)
- Wilhelm Krumme: Lehrbuch der Physik für höhere Lehranstalten. Stufe 1 Nach neuen Lehrplänen bearbeitet von Karl Bergwitz und Hugo Fenkner, Grote, Berlin 1913.
- als Hrsg.: Arbeiten aus den Gebieten der Physik, Mathematik, Chemie. Festschrift Julius Elster und Hans Geitel zzum 60. Geburtstag, gewidmet von Freunden und Schülern. Vieweg, Braunschweig 1915.
- Elsters und Geitels letzte Lebenszeit. In: Elster und Geitel. Gedenkschrift zum hundertsten Geburtstag Geitels am 16. Juli 1955. In: Mitteilungen der Altherrenschaft der Großen Schule zu Wolfenbüttel. Heft 12, 1955.